# Postępowa Partia Socjalistyczna Ukrainy
Postępowa Partia Socjalistyczna Ukrainy (ukr. Прогресивна соціалістична партія України, ПСПУ) – ukraińska partia głosząca hasła zbliżenia z Rosją i Białorusią, przeciwna integracji z NATO i UE. Była określana jako lewicowa lub skrajnie lewicowa – łączyła gospodarczy socjalizm ze słowiańskim ultranacjonalizmem.

## Historia
Powstała w 1996 wskutek rozłamu w Socjalistycznej Partii Ukrainy. Inicjatorką rozłamu była Natalija Witrenko, pozostająca od początku jej przewodniczącą.
W wyborach parlamentarnych w 1998 partia z poparciem 4% wyborców uzyskała 16 mandatów w Radzie Najwyższej III kadencji. Rok później liderka PSPU otrzymała prawie 11% w pierwszej turze wyborów prezydenckich. W 2002 postępowcy współtworzyli Blok Natalii Witrenko, który nie przekroczył wynoszącego 4% progu wyborczego. W 2004 partia ponownie wystawiła swoją przewodniczącą w wyborach prezydenckich, popierając po pierwszej turze Wiktora Janukowycza. Działacze PSPU znaleźli się wśród głównych przeciwników pomarańczowej rewolucji. W 2006 nie doszło do koalicji wyborczej z Partią Regionów. Na bazie PSPU powstał Blok Nataliji Witrenko – Ludowa Opozycja, który znów nie znalazł się w ukraińskim parlamencie (do przekroczenia wynoszącego tym razem 3% progu zabrakło zaledwie około 18 tys. głosów). W przedterminowych wyborach w 2007 postępowcy dostali tym razem 1,3% głosów.
Partia nie prowadziła później aktywniejszej działalności. W marcu 2022, w trakcie inwazji Rosji na Ukrainę, działalność ugrupowania z uwagi na jego związki z Rosją została zawieszona. Wszczęto następnie postępowanie sądowe celem delegalizacji ugrupowania. We wrześniu 2022 Sąd Najwyższy w wyniku odwołania ze strony PSPU zmienił częściowo decyzję sądu administracyjnego, utrzymując ją w zakresie samej delegalizacji.

## Wyniki wyborcze
|      |  |      |  |      |  |      |  |  |
| 1998 |  | 2002 |  | 2006 |  | 2007 |  |  |